# مؤشر ماخ

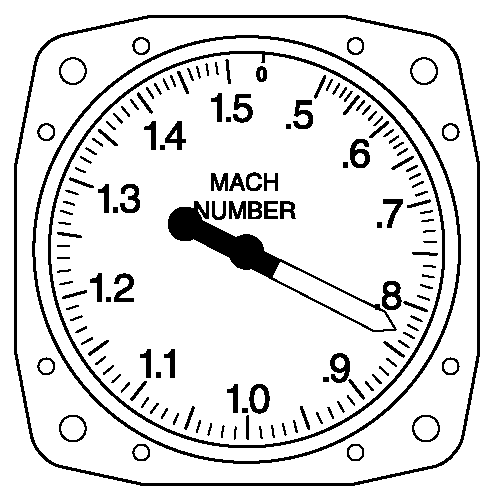
واجهة عداد ماخ ويبين القراءة عند 0.83 ماخ

عداد ماخ أو الماخميتر هو جهاز قياس طيران يتبع لنظام البيتوت-ستاتيك ويبين معدل السرعة الحقيقية إلى سرعة الصوت، ورقم الماخ هو كمية ليس لها بعد وتظهر بعداد الماخ ككسر عشري، لذلك فعندما تطير الطائرة بسرعة الصوت فسوف يظهر بالعداد رقم 1. 0 ماخ.
عندما تكون الطائرة الأسرع من الصوت قريبة من سرعة الصوت فإنها تقترب من السرعة الحرجة للماخ، حيث تيار الهواء المار على مناطق الضغط المنخفض حول الطائرة يكون مقارب لسرعة الماخ مكونا موجة صدمية(shock waves). السرعة المبينة بتلك الحالة ستتغير حسب درجة الحرارة المحيطة والتي بدورها تتأثر بالارتفاع. لذلك فالسرعة الجوية ليست كافية تماما لتحذير الطيار من أي مشاكل وشيكة. هنا ستزداد فائدة رقم الماخ، ومعظم الطائرات ذات السرعات العالية يكون رقم الماخ محدود لديها ويسمى بعرف الطيران حد الماخ Mach limit.
فعلى سبيل المثال، ان كان حد الماخ يساوي 0.83 ماخ على ارتفاع 30000 قدم ستكون سرعة الصوت تحت مستوى القياسي الجوي هو 590 عقدة. فعليه ستكون السرعة الجوية الحقيقية تساوي 489 عقدة. وسرعة الصوت تتأثر بحرارة الجو، لذلك فالماخ 0.83 على ارتفاع 10 آلاف قدم حيث الجو ادفأ فعليه ستكون السرعة الجوية الحقيقية تساوي 530 عقدة.

## اقرأ أيضا
- رقم ماخ
- مؤشر الوضع
- مقياس الارتفاع
- أجهزة قياس طيران
- رادار
- عداد جايجر

## المصدر
- كتيب اجهزة الطيران، وهو كتيب ملكية عامة من إنتاج الحكومة الأمريكية. U.S. Government Printing Office, Washington D.C.: U.S. Federal Aviation Administration, p. 3-8. FAA-H-8083-15.